# Waleska Amaya
Waleska Amaya (2 de abril de 1986) es una futbolista hondureña que juega como centrocampista. Es parte del seleccionado nacional de Honduras.

## Carrera profesional
Amaya juega fútbol en la liga local de fútbol femenino de la Universidad de San Pedro Sula .
Amaya es miembro de la selección femenina de fútbol de Honduras . Anotó un gol en un partido de clasificación para la Copa Mundial Femenina de la FIFA del 2015 contra Belice.